# Corea del Sur en los Juegos Olímpicos de Atlanta 1996
Corea del Sur estuvo representada en los Juegos Olímpicos de Atlanta 1996 por un total de 302 deportistas, 190 hombres y 112 mujeres, que compitieron en 25 deportes.
El portador de la bandera en la ceremonia de apertura fue el jugador de voleibol Choi Cheon-Sik.

## Medallistas
El equipo olímpico surcoreano obtuvo las siguientes medallas:
| Nombre                                   | Deporte             | Competición      |
| ---------------------------------------- | ------------------- | ---------------- |
| Oro                                      |                     |                  |
| Bang Soo-Hyun                            | Bádminton           | Individual F     |
| Kim Dong-Moon Gil Young-Ah               | Bádminton           | Dobles mixto     |
| Sim Kwon-Ho                              | Lucha grecorromana  | 48 kg M          |
| Kim Kyung-Wook                           | Tiro con arco       | Individual F     |
| Kim Kyung-Wook Kim Jo-Sun Yoon Hye-Young | Tiro con arco       | Equipo F         |
| Cho Min-Sun                              | Judo                | –66 kg F         |
| Jeon Ki-Young                            | Judo                | –86 kg M         |
| Plata                                    |                     |                  |
| Lee Bong-Ju                              | Atletismo           | Maratón M        |
| Park Joo-Bong Ra Kyung-Min               | Bádminton           | Dobles mixto     |
| Gil Young-Ah Jang Hye-Ock                | Bádminton           | Dobles F         |
| Equipo                                   | Balonmano           | Torneo F         |
| Lee Seung-Bae                            | Boxeo               | 81 kg M          |
| Equipo                                   | Hockey sobre hierba | Torneo F         |
| Yeo Hong-Chul                            | Gimnasia            | Salto de potro M |
| Jang Jae-Sung                            | Lucha libre         | 62 kg M          |
| Park Jang-Soon                           | Lucha libre         | 74 kg M          |
| Yang Hyun-Mo                             | Lucha libre         | 82 kg M          |
| Oh Kyo-Moon Kim Bo-Ram Jang Yong-Ho      | Tiro con arco       | Equipo M         |
| Hyun Sook-Hee                            | Judo                | –52 kg F         |
| Jung Sun-Yong                            | Judo                | –56 kg F         |
| Kwak Dae-Sung                            | Judo                | –71 kg M         |
| Kim Min-Soo                              | Judo                | –95 kg M         |
| Bronce                                   |                     |                  |
| Ryu Ji-Hae Park Hae-Jung                 | Tenis de mesa       | Dobles F         |
| Yoo Nam-Kyu Lee Chul-Seung               | Tenis de mesa       | Dobles M         |
| Oh Kyo-Moon                              | Tiro con arco       | Individual M     |
| Jung Sung-Sook                           | Judo                | –61 kg F         |
| Cho In-Chul                              | Judo                | –78 kg M         |